# Kalutron

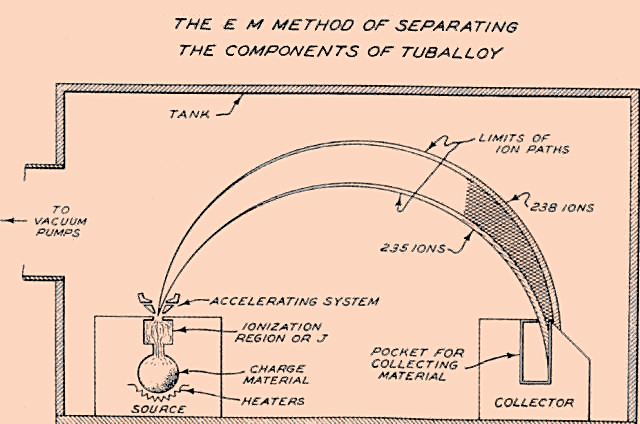
Schemat działania kalutronu

Kalutron – urządzenie, separator izotopów, służące do rozdzielania izotopów metodą elektromagnetyczną. Może być wykorzystany do wzbogacania rud uranu, potrzebnego do produkcji broni jądrowej.

## Zasada działania
Jony są rozpędzane za pomocą pola elektrycznego i przez układ szczelin kierowane do komory, w której oddziałuje na nie pole magnetyczne, zakrzywiając tory ich ruchu. Zakrzywienie zależy od masy jonu. W odpowiednich miejscach znajdują się odbieralniki, zbierające poszczególne izotopy.